# 沈鈞儒
沈 鈞儒（しん きんじゅ、1875年1月2日〈同治13年11月25日〉 - 1963年6月1日）は、中華民国・中華人民共和国の政治家。立憲派・政学系の政治家で、日中間で武力衝突が勃発すると抗日運動を展開した。そのために蔣介石の弾圧を受けた「七君子」の1人としても著名である。中華人民共和国では初代最高人民法院院長となった。字は秉甫。号は衡山。祖籍は浙江省嘉興府嘉興県。

## 事跡

### 立憲派から政学系へ
祖父は蘇州知府、叔父は陝西学政使、父は候補知県という地方官吏の家庭に生まれる。沈鈞儒は幼年で旧学に親しんだが、後に変法派の思想へ傾いた。1900年（光緒26年）、父が死去したため西安に赴き、叔父の下で文書係を務めた。1903年（光緒29年）、挙人となり、翌年、進士となっている。
その後、沈鈞儒は日本に留学し、1905年（光緒31年）9月、法政大学法政速成科で学ぶ。留学期間中にさらに立憲派としての姿勢を強めた。1907年（光緒33年）に帰国すると、浙江省咨議局副議長、浙江両級師範学堂監督などを歴任し、立憲運動を展開している。しかし、次第に清朝の無能・腐敗を改めることは不可能であると認識し、沈は革命派へと転向する。
辛亥革命勃発後、沈鈞儒は革命派の浙江省都督府で警察局長に任ぜられる。1912年（民国元年）5月、中国同盟会に加入し、8月には柳亜子らと南社を創設した。その後、浙江省教育司司長、参議院議員を歴任し、袁世凱が皇帝即位を目論んだときには反対運動を展開している。袁死後の1916年（民国5年）、北京政府司法部の秘書に任ぜられ、政学系の一員と目された。
孫文（孫中山）が護法運動を開始すると沈鈞儒は広州に向かってこれに加わり、軍政府総検察庁検察長に起用されている。しかし沈を含む政学系は次第に孫と対立した。1921年（民国10年）、沈は上海で政学系の機関紙『中華新報』の主筆を務めている。政学系が広州軍政府内での政争に敗北すると、沈も北京に戻り、参議院秘書長となった。しかし、曹錕が賄選により大総統となろうとすると、沈は賄賂を拒否して下野している。その後、浙江省で自治運動を展開した。

### 抗日運動の展開
1924年（民国13年）、中国国民党が改組され、孫文が国共合作と三大政策を打ち出すと、沈鈞儒はこれに支持を表明している。1926年（民国15年）7月、国民党の北伐を支援するために、沈と褚輔成らは蘇浙皖三省聯合自治会を結成し、北京政府派・直隷派の孫伝芳への反対運動を展開した。北伐軍が浙江を攻略すると、沈は浙江省政府政務委員兼秘書長に任ぜられる。しかし、翌1927年（民国16年）に上海クーデターが勃発すると、それまでの国共合作支持姿勢を疑われ、沈は国民党当局に逮捕されてしまう。まもなく釈放されたが、以後は政界で活動せず、上海法科大学（後に上海法学院に改名）教務長や弁護士を務めた。
1931年（民国20年）に満洲事変が勃発すると、沈鈞儒はこれに反発し、抗日運動を展開するようになる。1933年（民国22年）、宋慶齢、蔡元培、魯迅らが結成した中国民権保障同盟に沈も加入した。1935年（民国24年）12月には、鄒韜奮・章乃器・陶行知・馬相伯（馬良）らと「上海文化界救国運動宣言」を発表し、上海文化救国会を組織している。翌年1月には上海各界救国聯合会が、そして5月には全国各界救国聯合会が成立し、沈は執行委員兼常務委員を務めた。
同年7月には、沈鈞儒・章乃器・鄒韜奮・陶行知の4人で「団結御侮に関する幾つかの基本条件と最低限の要求」（原文「團結御悔的幾個基本條件和最低要求」）を発表し、国民党と中国共産党の双方に向けて、自らの政治姿勢を改め共同で抗日に向かうよう呼びかけた。共産党・毛沢東はこれに肯定的な評価を表明したが、国民党・蔣介石はむしろ強硬な弾圧を図るようになる。ついに同年11月23日、沈・章・鄒に加え、李公樸・王造時・沙千里・史良は国民党により逮捕され、蘇州の江蘇高等法院看守所に収監された。いわゆる「七君子事件」である。この逮捕には世論が激しく反発したが、蔣らはあくまでも裁判により判決を下そうと目論んだ。しかし盧溝橋事件による日中戦争勃発を経た1937年（民国26年）7月31日に、ついに世論の非難に抗し切れなくなった国民党により、7人は釈放されている。
釈放後の沈鈞儒は、さらに抗日運動を展開していく。同年12月、漢口で抗敵救亡総会を結成し、その主席となった。また、機関紙『全民周刊』を創刊し、翌年1938年（民国26年）7月には鄒韜奮が刊行していた『抗戦三日刊』と合併して、『全民抗戦三日刊』を刊行した。また、鄒韜奮・陶行知らとともに国民参政会参政員となっている。

### 民盟での活動、中華人民共和国への参加
1939年（民国28年）には、沈鈞儒は全国各界救国聯合会を代表して、黄炎培らによる統一建国同志会の結成に参加した。1941年（民国30年）に同会が中国民主政団同盟に改組された際には、同盟内の反共派から親共の沈や全国各界救国聯合会への反発の声が上がり、最初は沈は加入できなかった。しかし翌年に加入が認められている。1944年（民国33年）9月、政団同盟が中国民主同盟（民盟）に改組されると、沈は中央常務委員に選出された。
戦後の1945年（民国34年）冬には、全国各界救国聯合会は中国人民救国会へと改組され、沈鈞儒は主席に選出された。翌1946年（民国35年）1月の政治協商会議（旧政協）に沈も民盟代表として出席し、国共内戦に反対を表明している。同年、民盟から反共の中国青年党・中国民主社会党が離脱、制憲国民大会に出席したが、内戦反対派の沈は民盟で引き続き活動している。その後、民盟は国民党から違法団体とされ取締を受けたが、沈は弾圧にもかかわらず香港などで活動を継続した。
1948年（民国37年）9月、沈鈞儒と章伯鈞は香港から東北三省の中国共産党支配区（解放区）へ赴き、以後、新政権設立準備活動に加わった。その後、民盟の解放区への移転を表明し、9月に開催された中国人民政治協商会議（新政協）に民盟を代表して出席している。この際に、沈は政協全国委員会副主席と中央人民政府委員に選出された。
10月、中華人民共和国が成立すると、沈鈞儒は初代最高人民法院院長に任命されている。以後、民盟主席、全国人民代表大会（全人代）常務委員会副委員長などを歴任した。
1963年6月11日、北京にて病没。享年89（満88歳）。